# Filmfest Hamburg
Das Filmfest Hamburg ist ein jährlich stattfindendes Filmfestival in Hamburg. In zehn Sektionen zeigt es jeden Herbst rund 120 Filme als Welturaufführungen, Europapremieren oder deutsche Erstaufführungen. Das Programmspektrum reicht von cineastisch anspruchsvollen Arthouse-Filmen über Fernsehfilme bis hin zum innovativen Mainstreamkino.
Als Plattform für kulturellen Austausch und Dialog innerhalb der Filmbranche und mit den Kinofans wird ein Großteil der Filme von den Filmschaffenden persönlich in Hamburg vorgestellt. Zahlreiche Rahmenveranstaltungen begleiten die Filmvorführungen. Die Gesamtbesucherzahl für das Festivaljahr 2024 – erstmals unter der Leitung von Malika Rabahallah – lag bei knapp 60.000.
Mit dem Amtsantritt der neuen Festivalleiterin und mit finanzieller Unterstützung der Behörde für Kultur und Medien der Freien und Hansestadt Hamburg wurde zum ersten Mal der „Tag des freien Eintritts“ eingeführt. Am 3. Oktober waren alle Hamburgerinnen und Hamburger eingeladen, die Filmvorführungen in den teilnehmenden Festivalkinos kostenlos zu besuchen.

## Geschichte
Schon in den 1950er Jahren gab es verschiedene Veranstaltungen zum Thema Film in Hamburg. So unter anderem Hamburger Filmtage, Filmwochen oder die Kinotage. Diese wurden von der Hamburger Filmwirtschaft zusammen mit verschiedenen deutschen Verleihfirmen organisiert und ausgerichtet.
Im Jahr 1968 taten sich einige junge Filmemacher zusammen, um die 1. Hamburger Filmschau zu organisieren. Ein Wochenende, das als Film-Happening in die Geschichte des jungen deutschen Films eingegangen ist.
In den 1970er Jahren gründeten mehrere Programmkinos aus ganz Deutschland die Arbeitsgemeinschaft Kino e. V. (AG Kino) mit Sitz in Hamburg. Seit 1974 richtete die Arbeitsgemeinschaft die Hamburger Kinotage aus.
Im Jahr 1979 wandten sich bekannte Filmschaffende aus München, unter ihnen Hark Bohm, Werner Herzog, Volker Schlöndorff und Wim Wenders, in der sogenannten Hamburger Erklärung gegen die Fremdbestimmung des deutschen Filmes durch Gremien, Anstalten und Interessengruppen. Sie initiierten zugleich das Filmfest der Filmemacher.
Am 29. Oktober 1979 gründete ein Zusammenschluss Hamburger Filmemacher das Hamburger Filmbüro e. V. Ab 1986 veranstaltete das Hamburger Filmbüro das vielbeachtete Europäische Low Budget Film Forum, an der viele damals noch unbekannte Regisseure wie Derek Jarman, Stephen Frears oder Lars von Trier teilnahmen.
Um Kräfte zu bündeln und die immer knapper werdenden öffentlichen Gelder sinnvoller einzusetzen, schlossen sich das Low Budget Film Forum und die Kinotage gegen Ende des Jahres 1991 zusammen. Unter den Gründungsmitgliedern waren u. a. die AG Kino e. V. und das Hamburger Filmbüro e. V. Gemeinsam wurde die Ausrichtung des Filmfests Hamburg beschlossen. Im Jahr 1992 fand das Filmfest Hamburg erstmals unter der Leitung von Rosemarie Schatter statt.
Zwei Jahre später löste sie der Filmproduzent Gerhard von Halem als Festivalleiter ab. Das Hamburger Festival war – trotz gewisser Bezüge zu den früheren Veranstaltungen – doch etwas völlig anderes. Das Hauptaugenmerk lag zwar nach wie vor auf den Themen Junges Kino oder Unabhängige Filme, aber die Atmosphäre rund um das Filmfest Hamburg wurde immer stärker vom Glanz und Glamour großer Stars geprägt.
Im Jahr 1995 übernahm Josef Wutz die Festivalleitung. Unter seinem Einfluss wurde das Festival kontinuierlich ausgebaut und etablierte sich weit über Hamburgs Grenzen hinaus. Darüber hinaus bot das Festival fortan auch Hamburger Fernsehproduktionen eine eigene Sektion innerhalb des Festivalprogramms. Auch die sogenannten Neuen Medien erhielten eine Präsentations- und Diskussionsplattform beim Filmfest Hamburg.
2003 wurde Albert Wiederspiel Leiter des Filmfests Hamburg. Seitdem wurde das Angebot des internationalen Films stetig erweitert. Nach zwei reduzierten Festivalausgaben 2020 und 2021 aufgrund der Corona-Pandemie feierte das Filmfest Hamburg 2022 sein 30-jähriges Jubiläum und präsentierte sich mit 116 Filmen aus 58 Ländern in sechs Hamburger Festivalkinos. Erstmals war im Jubiläumsjahr das Molodist Kyiv International Film Festival zu Gast, das seinen nationalen Kurz- und Langfilmwettbewerb in Hamburg ausrichtete. Die 31. Festival-Ausgabe war die letzte unter der Leitung von Albert Wiederspiel.
Seit 2024 leitet Malika Rabahallah das Filmfest Hamburg. In ihrer ersten Amtszeit führte sie den Tag des freien Eintritts am 3. Oktober ein.
Anlässlich der letzten von Albert Wiederspiel verantworteten Festivalausgabe vergibt die Hapag-Lloyd Stiftung ab 2023 jährlich den mit 10.000 Euro dotierten Albert Wiederspiel-Preis für internationale Filmregie. Mit der Auslobung und der Benennung des Preises möchte die Stiftung Albert Wiederspiel als „einen engagierten Festivalmacher und Filmenthusiasten ehren“. Erster Preisträger war der iranische Filmemacher Farhad Delaram (Achilles).

## Sektionen
Das Festivalprogramm besteht aus folgenden, im Jahr 2024 teilweise umbenannten Sektionen:
- Veto!: Seit 2015 geben sich die Dokumentar- und Spielfilme in dieser Sektion für den politischen Film beim Filmfest Hamburg mit einem ersten Blick nicht zufrieden. Sie schauen noch ein zweites und drittes Mal hin und gewähren Einsichten, die gewöhnliche Nachrichtenbilder nicht geben.
- Voilà!: Voilà! präsentiert Spielfilme, die entweder aus Frankreich oder französischsprachigen Regionen stammen.
- Vitrina: Das Schaufenster für aktuelle Filmproduktionen aus spanisch- und portugiesischsprachigen Ländern zeigt einen Ausschnitt des filmischen Schaffens der iberischen Halbinsel und Lateinamerikas.
- Asiascope: Wirft faszinierende, frische und ungewöhnlich Blicke in die verschiedensten asiatischen Filmkulturen und bereichert gängige Vorstellungen vom Filmraum Asien um einige überraschende Facetten.
- Transatlantic: Die Sektion für das nordamerikanische Kino. Es durchspannt die USA von New York über Pittsburgh bis Minnesota und South Dakota und umschließt das englischsprachige Kanada.
- Hamburger Premieren: Seit 2015 präsentiert das Filmfest Hamburg das lebendige und vielseitige Filmschaffen aus Hamburg. Gezeigt werden in und aus Hamburg produzierte Filme.
- Große Freiheit: Filme aus Deutschland mit Lust an neuen Themen und Narrationen.
- Kaleidoscope: Bietet vielschichtige Einblicke ins aktuelle Filmschaffen verschiedener Länder und Kontinente. Im Fokus: Menschenbilder in unterschiedlichen Kulturen und politischen Situationen.
- Televisionen: Fernsehen mit Format. Unter dem Titel Televisionen werden aktuelle deutsche Fernsehproduktionen präsentiert, die Mehrzahl davon als Welturaufführung.
- MICHEL Kinder und Jugend Filmfest: Die Kinder- und Jugendsektion MICHEL zeigt deutsche und internationale Spiel- und Animationsfilme in Originalversion, die im Kinosaal live auf Deutsch eingesprochen werden.

## Preisverleihungen und Preisträger
Im Rahmen des Filmfests Hamburg werden die folgenden Preise verliehen. Aufgrund der COVID-19-Pandemie wurden 2020 jedoch alle bis auf den Publikumspreis ausgesetzt.

### Douglas Sirk Preis
Dieser nach dem Filmschaffenden und gebürtigen Hamburger Douglas Sirk benannte, undotierte Preis wird jedes Jahr an eine Persönlichkeit verliehen, die sich um Filmkultur und Filmbranche verdient gemacht hat. Der Preis ist ein vom Hamburger Designer Georg Plum entworfener Kristall. Im Jahr 2005 wurde der Preis erstmals nicht an eine Person, sondern an eine Firma verliehen. Es handelt sich dabei um die Filmproduktionsfirma „Zentropa“ aus Dänemark, deren Gründer unter anderem der Regisseur Lars von Trier ist.
Bisherige Preisträger
- 1995: Clint Eastwood
- 1996: Stephen Frears
- 1997: Jodie Foster
- 1998: Peter Weir
- 1999: Jim Jarmusch
- 2000: Wong Kar-Wai
- 2001: Majid Majidi
- 2002: Aki Kaurismäki
- 2003: Isabelle Huppert
- 2004: François Ozon
- 2005: Zentropa
- 2006: Gérard Depardieu
- 2007: David Cronenberg
- 2008: Atom Egoyan
- 2009: keine Preisvergabe
- 2010: Julian Schnabel
- 2011: Andreas Dresen und Peter Rommel
- 2012: Kim Ki-duk
- 2013: Tilda Swinton
- 2014: Fatih Akin
- 2015: Catherine Deneuve[12]
- 2016: keine Preisvergabe
- 2017: Wim Wenders
- 2018: Jafar Panahi[13]
- 2019: Nina Hoss
- 2020: keine Preisvergabe
- 2021: Leos Carax[14]
- 2022 war als Preisträger ursprünglich Ulrich Seidl vorgesehen, aufgrund von Vorwürfen über Ausbeutung von Kindern bei Dreharbeiten zu Sparta habe man sich dazu entschieden, den Preis nicht zu verleihen.[15]
- 2023: Sandra Hüller[16]
- 2024: Andrea Arnold und Jacques Audiard[17]

### Hamburger Produktionspreis für Deutsche Fernsehproduktionen
Wie in den vergangenen Jahren wird dieser Preis (vormals: TV-Produzentenpreis) beim Filmfest Hamburg in der TV-Sektion Televisionen – Fernsehen mit Format (bis 2017 Sektion 16:9) vergeben. Hierfür werden zehn bis zwölf deutsche Fernsehfilme nominiert. Der Produzent des Gewinnerfilms erhält 25.000 Euro. Das Preisgeld wird seit 2014 von der VFF, Verwertungsgesellschaft der Film- und Fernsehproduzenten mbH, gestiftet.
Bisherige Preisträger
- 2006: BurkertBareiss, Produzenten: Gloria Burkert und Andreas Bareiss für Ich wollte nicht töten Regie: Dagmar Hirtz
- 2007: magnolia Filmproduktion, Produzentin: Babette Schröder für Kuckuckszeit, Regie: Johannes Fabrick
- 2008: Bavaria Fernsehproduktion, Produzentin: Astrid Kahmke für Machen wir’s auf Finnisch, Regie: Marco Petry
- 2009: Bremedia Filmproduktion GmbH, Produzentin: Claudia Schröder für Mörder auf Amrum, Regie: Markus Imboden
- 2010: Wüste Film, Produzenten: Ralph Schwingel und Stefan Schubert für Etwas Besseres als den Tod, Regie: Nicole Weegmann
- 2011: d.i.e. film GmbH, Produzent: Ulrich Aselmann für Tödlicher Rausch, Regie: Johannes Fabrick
- 2012: Aspekt Telefilm-Produktion, Produzentin: Claudia Schröder für Mörderische Jagd, Regie: Markus Imboden
- 2013 wurde der TV-Produzenten-Preis nicht vergeben.
- 2014: Filmpool Fiction, Produzentin: Iris Kiefer für Polizeiruf 110: Familiensache, Regie: Eoin Moore
- 2015: Calypso Entertainment GmbH, Produzentin: Brit Possardt für Frauen, Regie: Jan Růžička. Lobende Erwähnung für Ulrich Stiehm und Marco del Bianco von Jumping Horse Film GmbH für Im Namen meines Sohnes, Regie: Damir Lukačević
- 2016: Relevant Film Hamburg für Apropos Glück, Regie: Ulrike Grote
- 2017: Polyphon Film- und Fernsehgesellschaft Hamburg, Produzenten: Hubertus Meyer-Burckhardt und Christoph Bicker für Meine fremde Freundin, Regie: Stefan Krohmer
- 2018: Relevant Film Hamburg, Produzentin: Heike Wiehle-Timm für Aufbruch in die Freiheit, Regie: Isabel Kleefeld[18]
- 2019: Sutor Kolonko, Köln, Produzent: Ingmar Trost für Das freiwillige Jahr, Regie: Ulrich Köhler und Henner Winckler[19]
- 2021: Fandango Film, Produzent Jürgen Schuster für Schlaflos in Portugal, Regie: Florian Froschmayer, Drehbuch: Saythan Ramesh
- 2022: Producers at Work Film, Produzent Christian Popp für Das Wunder von Kapstadt, Regie: Franziska Buch, Drehbuch: Christoph Silber
- 2023: Claussen + Putz, Produzenten Jakob Claussen und Ulrike Putz für Sörensen fängt Feuer, Regie: Bjarne Mädel, Drehbuch: Sven Stricker
- 2024: Bernd von Fehrn, René Jamm (Warner Bros.), Roxana Richters und Alexander Wadouh (Chromosom Film) für Von uns wird es keiner sein, Regie: Simon Ostermann, Drehbuch: Lucas Flasch

### Hamburger Produktionspreis für Internationale Kino-Koproduktionen
Der Hamburger Produktionspreis für Internationale Kino-Koproduktionen wird seit 2014 vergeben, zunächst in der Sektion Freihafen und noch unter dem Namen Hamburger Produzentenpreis für europäische Kino-Koproduktionen, seit 2021 sektionsübergreifend mit neuer Bezeichnung, die 2024 noch einmal angepasst wurde. Der deutsche Koproduzent des Gewinnerfilms erhält 25.000 Euro, die von der Hamburger Behörde für Kultur und Medien zur Verfügung gestellt werden. Der ausländische Koproduzent desselben Gewinnerfilms wurde bis 2021 von der Hamburger Postproduktionsfirma Optical Art mit einem Kino-Grading im Wert von rund 15.000 Euro bedacht.
Bisherige Preisträger
- 2014: Welcome to Karastan (Georgien, Deutschland, Russland, Großbritannien), deutscher Koproduzent: Daniel Zuta, Brandstorm Entertainment AG (Frankfurt am Main); georgischer Koproduzent: Vladimer Katcharava, 20 Steps Production
- 2015: One Floor Below (Rumänien, Deutschland, Frankreich, Schweden), deutsche Koproduzenten: Christine Haupt und Alexander Ris, Neue Mediopolis Filmproduktion GmbH (Leipzig); rumänischer Koproduzent: Dragos Vilcu, Multi Media Est.
- 2016: Scarred Hearts – Vernarbte Herzen (Inimi cicatrizate) (Rumänien, Deutschland), deutsche Koproduzenten: Jonas Dornbach, Janine Jackowski und Maren Ade, Komplizenfilm Berlin
- 2017: Arrhythmia (Russland, Finnland, Deutschland); deutsche Koproduzentin: Eva Blondiau, Color of May
- 2018: Sibel (Frankreich, Türkei, Deutschland, Luxemburg); Produzent: Michael Eckelt (Riva Film, Hamburg), Regie: Çagla Zencirci und Guillaume Giovanetti[18]
- 2019: Mit 20 wirst du sterben (Sudan, Ägypten, Norwegen, Frankreich, Deutschland); Produzent: Michael Henrichs (Die Gesellschaft DGS, Köln), Regie: Amjad Abu Alala[19]
- 2021: Lingui – Heilige Bande (Lingui, les liens sacrés) (Frankreich, Belgien, Deutschland, Tschad); Produzentin Melanie Andernach (Made in Germany Filmproduktion), Regie & Drehbuch: Mahamat-Saleh Haroun
- 2022: Victim (Obet) (Slowakei, Tschechische Republik, Deutschland); Produzenten: Michael Reuter, Saar Yogev und Naomi Levari (Electric Sheep), Regie: Michal Blaško; Lobende Erwähnung: Holy Spider (Dänemark, Deutschland, Schweden, Frankreich), Regie: Ali Abbasi[21]
- 2023: Sultana’s Dream (El sueño de la sultana), Produzenten Chelo Loureiro, Mariano Baratech, Fabian Driehorst, Diego Herguera, Isabel Herguera, Iván Miñambres, Regie: Isabel Herguera, Drehbuch: Isabel Herguera, Gianmarco Serra[22]
- 2024: Happy Holidays (Palästinensische Autonomiegebiete, Deutschland, Frankreich, Italiens); Produzentin Dorothe Beinemeier (Red Balloon), Regie und Drehbuch: Scandar Copti[23]

### Hamburger Produktionspreis für Deutsche Kinoproduktionen
Der Hamburger Produktionspreis für Deutsche Kinoproduktionen wird ab 2018 in der Sektion Große Freiheit – Filme aus Deutschland vergeben. Der/die Produzentin des Gewinnerfilms erhält 25.000 Euro. Das Preisgeld wird von der Behörde für Kultur und Medien zur Verfügung gestellt.
Bisherige Preisträger
- 2018: Das schönste Paar, Produzenten: Jamila Wenske und Sol Bondy, Regie: Sven Taddicken[18]
- 2019: Pelikanblut, Produzentin: Verena Gräfe-Höft (Junafilm), Regie: Katrin Gebbe[19]
- 2021: Niemand ist bei den Kälbern, Produzent: Jonas Weydemann, Regie: Sabrina Sarabi[24]
- 2022: Aus meiner Haut, Produzenten Tobias Walker und Philipp Worm (Walker + Worm Film), Regie: Alex Schaad, Drehbuch: Alex Schaad, Dimitri Schaad
- 2023: Ein Schöner Ort, Produzentin, Regisseurin und Drehbuch: Katharina Huber
- 2024: Vena, Produzenten: Dietmar Güntsche, Martin Rohé und Svenja Vanhoefer, Regie und Drehbuch: Chiara Fleischhacker

### Preis der Filmkritik
Filmkritiker und Kulturredakteurinnen von deutschen Nachrichtenmagazinen, Onlinemedien, Radiosendern und Tageszeitungen vergeben den Preis an einen Film aus dem Programm, der sich durch eine originelle Sichtweise auszeichnet. Der Preis der Filmkritik löste 2018 den seit 2004 vergebenen Preis der Hamburger Filmkritik ab.
Bisherige Preisträger
- 2004: Brothers (Dänemark), Regie: Susanne Bier
- 2005: Iron Island (Iran), Regie: Mohammad Rasulof
- 2007: Control (Niederlande), Regie: Anton Corbijn
- 2008: Frozen River (USA), Regie: Courtney Hunt
- 2009: Cold Souls (USA), Regie: Sophie Barthes
- 2010: Pulsar (Belgien), Regie: Alex Stockmann
- 2011: Take Shelter – Ein Sturm zieht auf (USA), Regie: Jeff Nichols
- 2012: Lore (Deutschland, Australien, Großbritannien), Regie: Cate Shortland
- 2013: Metro Manila (Großbritannien, Philippinen), Regie: Sean Ellis
- 2014: Hope (Frankreich), Regie und Drehbuch: Boris Lojkine
- 2015: Neon Bull (Brasilien, Uruguay, Niederlande), Regie und Drehbuch: Gabriel Mascaro
- 2016: Bacalaureat (Frankreich, Rumänien, Belgien), Regie und Drehbuch: Cristian Mungiu
- 2017: The Florida Project (USA), Regie: Sean Baker. Lobende Erwähnung für Lieder für die Ewigkeit (Irland, Kanada), Regie: Pat Collins
- 2018: Nos batailles (Festivaltitel: Unsere Kämpfe) (Belgien, Frankreich), Regie: Guillaume Senez[25]
- 2019: Leben im Fuchun Gebirge (VR China), Regie: Gu Xiaogang[19]
- 2021: Vortex (Frankreich, Belgien, Monaco), Regie: Gaspar Noé[24]
- 2022: R.M.N. (Rumänien, Frankreich), Regie: Cristian Mungiu
- 2023: Erwarte nicht zu viel vom Ende der Welt (Kroatien, Frankreich, Luxemburg, Rumänien), Regie: Radu Jude
- 2024: Der Spatz im Kamin (Schweiz), Regie: Ramon Zürcher

### Der Politische Film der Friedrich-Ebert-Stiftung
Die Friedrich-Ebert-Stiftung vergibt seit 2013 diesen Preis beim Filmfest Hamburg. Filme der Sektion Veto!, die sich durch einen politischen Anspruch auszeichnen, konkurrieren um das Preisgeld in Höhe von 5.000 Euro. Prämiert wird die beste Regiearbeit.
Bisherige Preisträger
- 2013: Fire in the Blood (Indien), Regie: Dylan Mohan Gray
- 2013: Manuscripts Don’t Burn (Iran), Regie und Drehbuch: Mohammad Rasulof
- 2014: Children 404 (Russland), Regie: Askold Kurov und Pawel Loparew
- 2015: Every Face Has a Name (Schweden), Regie: Magnus Gertten
- 2016: Tadmor (Libanon, Frankreich, Schweiz, Katar, Vereinigte Arabische Emirate), Regie: Monika Borgmann und Lokman Slim
- 2017: The Wait (Dänemark), Regie: Emil Langballe und Andrea Storm Henriksen
- 2018: On Her Shoulders (USA), Regie: Alexandria Bombach[25]
- 2019: Bewegungen eines nahen Bergs (Österreich, Frankreich), Regie: Sebastian Brameshuber[19]
- 2021: La Civil (Belgien, Rumänien, Mexiko), Regie: Teodora Ana Mihai[26]
- 2022: How to Blow Up a Pipeline (USA), Regie: Daniel Goldhaber
- 2023: Im Rückspiegel (Frankreich, Polen, Ukraine), Regie: Maciek Hamela
- 2024: Sugarcane, Regie: Julian Brave NoiseCat und Emily Kassie

### Art Cinema Award
2008 wurde der 1969 eingerichtete Art Cinema Award des internationalen Verbands der Filmkunsttheater (C.I.C.A.E.) erstmals auch in Hamburg vergeben. Die Jury besteht aus drei Kinobetreibern. Nominiert sind alle Filme, die einen deutschen Verleih haben. Das große Netzwerk des Verbands unterstützt die Distribution des Gewinnerfilms europaweit. Die MOIN Filmförderung Hamburg Schleswig-Holstein begleitet den Preis mit einer Summe von 5.000 Euro und fördert damit PR-Maßnahmen des deutschen Verleihs.
Bisherige Preisträger
- 2008: 35 Rum (Frankreich, Deutschland), Regie: Claire Denis
- 2009: Soul Kitchen (Deutschland), Regie: Fatih Akin
- 2010: Nowhere Boy (Großbritannien, Kanada), Regie: Sam Taylor-Wood
- 2011: Monsieur Lazhar (Kanada), Regie und Drehbuch: Philippe Falardeau
- 2012: Laurence Anyways (Kanada), Regie und Drehbuch: Xavier Dolan
- 2013: Venus im Pelz (Frankreich, Polen), Regie und Drehbuch: Roman Polański
- 2014: Get – Der Prozess der Viviane Amsalem (Israel, Frankreich, Deutschland), Regie und Drehbuch: Ronit Elkabetz und Shlomi Elkabetz
- 2015: Mustang (Frankreich, Türkei, Deutschland), Regie: Deniz Gamze Ergüven
- 2016: Einfach das Ende der Welt (Kanada, Frankreich), Regie: Xavier Dolan
- 2017: The Rider (USA), Regie: Chloé Zhao
- 2018: Gegen den Strom (Kona fer í stríð) (Island, Frankreich, Ukraine), Regie: Benedikt Erlingsson, Drehbuch: Ólafur Egilsson und Benedikt Erlingsson[27]
- 2019: Porträt einer jungen Frau in Flammen (Frankreich), Regie: Céline Sciamma[19]
- 2021: Wo in Paris die Sonne aufgeht (Frankreich), Regie: Jacques Audiard[24]
- 2022: Close (Belgien, Frankreich, Niederlande), Regie: Lucas Dhont
- 2023: How to Have Sex (Vereinigtes Königreich, Griechenland), Regie: Molly Manning Walker
- 2024: Universal Language (Kanada), Regie: Matthew Rankin

### NDR Nachwuchspreis
2012 löste der NDR Nachwuchspreis Die Elfe ab, die seit 2008 vergeben wurde. Der Nachwuchspreis für das beste Langfilmdebüt oder zweite Regiearbeit ist mit 5.000 Euro dotiert.
Bisherige Preisträger
- 2008: Johnny Mad Dog (Frankreich), Regie: Jean-Stéphane Sauvaire
- 2009: Before my Eyes (Türkei), Regie: Miraz Bezar
- 2010: Shrouds (Israel), Regie und Drehbuch: Shalom Hager
- 2011: Avé (Bulgarien), Regie und Drehbuch: Konstantin Boschanow
- 2012: Germania (Argentinien), Regie und Drehbuch: Maximiliano Schonfeld
- 2013: Short Term 12 (USA), Regie und Drehbuch: Destin Cretton
- 2014: Mary Is Happy, Mary Is Happy (Thailand), Regie und Drehbuch: Nawapol Thamrongrattanarit
- 2015: Keeper (Belgien, Frankreich, Schweiz), Regie: Guillaume Senez
- 2016: Cold of Kalandar (Ungarn, Türkei), Regie: Mustafa Kara
- 2017: Beach Rats (USA), Regie: Eliza Hittman. Lobende Erwähnung für Satan Said Dance (Polen, Niederlande), Regie: Kasia Rosłaniec
- 2018: Little Tickles (Frankreich), Regie: Eric Métayer und Andréa Bescond[27]
- 2019: Ein Sohn (Tunesien, Frankreich), Regie: Mehdi M. Barsaoui[19]
- 2021: Hive (Kosovo, Schweiz, Albanien, Nordmazedonien), Regie: Blerta Basholli[24]
- 2022: Dalva (Love According to Dalva) (Belgien, Frankreich), Regie: Emmanuelle Nicot
- 2023: Shayda (Australien), Regie: Noora Niasari
- 2024: Diciannove (Italien, UK), Regie: Giovanni Tortorici

### Filmfest Hamburg Publikumspreis
Die Zuschauer entscheiden per Stimmzettel über den besten Film des Festivals, bis 2019 waren es die Filme der SektionEurovisuell. Der Publikumspreis ist mit 5.000 Euro dotiert und wurde von 2015 bis 2021 von der Commerzbank gestiftet. 2020 wurde der Preis zum ersten Mal an den besten Film des gesamten Festivals verliehen, seit 2022 wird das Preisgeld von der Hapag-Lloyd Stiftung zur Verfügung gestellt.
Bisherige Preisträger
- 2004: Dog Nail Clipper (Finnland), Regie: Markku Pölönen
- 2005: Adams Äpfel (Dänemark), Regie: Anders Thomas Jensen
- 2008: Willkommen bei den Sch’tis (Frankreich), Regie: Dany Boon
- 2009: Triff die Elisabeths! (Frankreich), Regie: Lucien Jean-Baptiste
- 2010: Oldboys (Dänemark), Regie und Drehbuch: Nikolaj Steen
- 2011: King of Devil’s Island (Norwegen), Regie: Marius Holst
- 2012: This Life (Dänemark), Regie: Anne-Grethe Bjarup Riis
- 2013: Große Jungs – Forever Young (Frankreich), Regie und Drehbuch: Anthony Marciano
- 2014: HalloHallo (Schweden), Regie und Drehbuch: Maria Blom
- 2015: Nice People (Schweden), Regie: Karin af Klintberg und Anders Helgeson
- 2016: The Day Will Come (Dänemark), Regie: Jesper W. Nielsen
- 2017: For Your Own Good (Spanien), Regie: Carlos Therón
- 2018: Solsidan (Schweden), Regie: Felix und Måns Herngren[29]
- 2019: Psychobitch (Norwegen), Regie: Martin Lund[19]
- 2020: Gunda (Norwegen, USA), Regie: Victor Kossakovsky
- 2021: Little Palestine, Diary of a Siege (Libanon, Katar, Frankreich), Regie: Abdallah Al-Khatib[26]
- 2022: Amerikatsi (Armenien), Regie: Michael Goorjian
- 2023: Heaven Can Wait – Wir leben jetzt (Deutschland), Regie: Sven Halfar
- 2024: Freiheit im Herzen – Lasst es uns eilig haben, menschlich zu sein, Regie: Roxana Samadi

### MICHEL Filmpreis
Der Filmpreis der Kinder- und Jugendsektion wird seit 2003 vergeben. Zunächst als Emil, ab 2004 als MICHEL und seit 2023 als Maja vergeben. Das Preisgeld für den besten Kinder- und Jugendfilm beträgt 10.000 Euro und wird von dem Hamburger Kinobetreiber Hans-Peter Jansen gestiftet. Eine Kinder- und Jugendjury wählt unter allen gezeigten Filmen des internationalen Wettbewerbs vom MICHEL Kinder und Jugend Filmfest ihren Favoriten.
Bisherige Preisträger
- 2003: Das geheimnisvolle Fräulein C. (Kanada), Regie: Richard Ciupka
- 2004: Station 4 (Spanien), Regie: Antonio Mercero
- 2005: Der Schatz der weißen Falken (Deutschland), Regie: Christian Zübert
- 2006: Don (Niederlande), Regie: Arend Steenbergen
- 2007: Rot wie der Himmel (Italien), Regie: Cristiano Bortone
- 2008: Hey Hey, hier Esther Blueburger (Australien), Regie: Cathy Randall
- 2009: Glowing Stars (Schweden), Regie: Lisa Siewe
- 2010: Spork (USA), Regie: J.B. Ghuman Jr.
- 2011: Ewiges Leben (Großbritannien/Spanien), Regie und Drehbuch: Gustavo Ron
- 2012: Bitte bleib! (Niederlande), Regie: Lourens Blok
- 2013: Felix (Südafrika), Regie: Roberta Durrant
- 2014: Die geheime Mission (Dänemark), Regie: Martin Miehe-Renard
- 2015: Little Gangster (Niederlande), Regie: Arne Toonen
- 2016: Fannys Reise (Frankreich), Regie: Lola Doillon
- 2017: 1:54 (Kanada), Regie: Yan England
- 2018: Supa Modo (Deutschland/Kenia), Regie: Likarion Wainaina[29]
- 2019: Psychobitch (Norwegen), Regie: Martin Lund[19]
- 2021: Ich, Gorilla und der Affenstern (Schweden), Regie: Linda Hambäck
- 2022: Geheimnisvolle Sommer (Le Temps des Secrets) (Frankreich), Regie: Christophe Barratier
- 2023: Mein Totemtier & ich (Niederlande, Luxemburg, Deutschland), Regie: Sander Burger
- 2024: Lars ist LOL (Norwegen), Regie Eirik Sæter Stordahl[31]

### Albert Wiederspiel-Preis
Seit 2023 vergibt die Hapag-Lloyd Stiftung den mit 10.000 Euro dotierten Albert Wiederspiel-Preis für internationale Filmregie. Mit der Auslobung und der Benennung des Preises nach dem ehemaligen Festivalleiter Albert Wiederspiel möchte die Stiftung "einen engagierten Festivalmacher und Filmenthusiasten ehren".
- 2023: Achilles (Iran), Regie: Farhad Delaram[33]
- 2024: April (Georgien), Regie: Dea Kulumbegaschwili[34]

## Nicht mehr vergebene Preise

### Montblanc Drehbuch Preis
Gemeinsam mit dem Hamburger Unternehmen Montblanc vergab das Filmfest Hamburg den mit 10.000 Euro dotierten Montblanc Drehbuch Preis. Der Preis wurde unter den Spielfilmen der Sektion Nordlichter vergeben. Diese Sektion präsentierte Filme, in denen „Nordlichter“ und der Norden eine Rolle spielen und/oder die im Norden gedreht wurden.
- Preisträger
  - 2007: Jan Hinrik Drevs  für Underdogs
  - 2008: Srđan Vuletić  für It’s Hard to Be Nice
  - 2009: Guo Xiaolu  für She, a Chinese
  - 2010: Henrik Peschel für Pete the Heat
  - 2011: Marnie Blok für Simon and the Oaks
  - 2012: Kim Fupz Aakeson für Gnade
  - 2013: Katrin Gebbe für Tore tanzt

### Foreign Press Award
Zum ersten Mal verliehen 2009 vier Vertreter des Vereins der Ausländischen Presse in Deutschland (VAP e. V.) einen eigenen Preis, den Foreign Press Award. Er wurde 2012 zum letzten Mal vergeben.
- Preisträger
  - 2009: Police, Adjective[35] (Rumänien), Regie: Corneliu Porumboiu
  - 2010: Beyond (Schweden), Regie: Pernilla August
  - 2011: The Art of Love (Frankreich), Regie: Emmanuel Mouret
  - 2012: God's Neighbors (Israel), Regie: Meni Yaesh

### Sichtwechsel Filmpreis
Der Sichtwechsel Filmpreis wurde von 2017 bis 2021 vom Auswärtigen Amt gestiftet und war mit einem Preisgeld in Höhe von 10.000 Euro ausgestattet. Prämiert wurden Filmschaffende, die über nationale und kulturelle Grenzen hinweg in anderen Ländern arbeiteten und Filme realisierten, unabhängig davon, ob sie ihr Heimatland unfreiwillig verlassen mussten, oder aus künstlerischen oder privaten Gründen Filme außerhalb ihrer Heimat realisierten. Eine internationale Jury vergab den Preis an einen von bis zu zwölf sektionsübergreifend nominierten Filmen.
Bisherige Preisträger
- 2017: The Future Perfect, Regie: Nele Wohlatz
- 2018: Amin, Regie: Philippe Faucon; Lobende Erwähnung M, Regie: Yolande Zauberman
- 2019: Dark Suns, Regie: Julien Elie[19]
- 2021: Olga, Regie: Elie Grappe[26]

## Rahmenprogramm
Neben dem Filmprogramm gibt es mit den Industry Days und der integrierten Explorer Konferenz über die Herausforderungen und Chancen des Produzierens im digitalen Zeitalter und in der nahen und fernen Zukunft, zahlreiche Fachveranstaltungen zu aktuellen Branchenthemen.